# Austria na Zimowych Igrzyskach Paraolimpijskich 2018
Austria na Zimowych Igrzyskach Paraolimpijskich 2018 – występ kadry sportowców reprezentujących Austrię na igrzyskach paraolimpijskich w Pjongczangu w 2018 roku.
W kadrze wystąpiło 13 zawodników, którzy startowali w trzech dyscyplinach. Chorążym została alpejka Claudia Lösch.
Reprezentacja zdobyła łącznie siedem medali: dwa srebrne i pięć brązowych. Pierwszy sukces osiągnęła Claudia Lösch, która zdobyła w sumie dziewięć medali igrzysk paraolimpijskich. W supergigancie zajęła drugie miejsce, natomiast w slalomie gigancie – trzecie. Snowboardzista Patrick Mayrhofer zdobył historyczny wynik, zdobywając srebrny medal w slalomie. Był to pierwszy medal dla reprezentacji w tej dyscyplinie. Brązowy medal otrzymały również Carina Edlinger w biegach narciarskich na dystansie 7,5 kilometra stylem klasycznym i alpejka Heike Eder w slalomie. Dorobek medalowy uzupełnił Markus Salcher, który w alpejskim zjeździe i supergigancie zajął trzecie miejsca. W klasyfikacji medalowej reprezentacja Austrii zajęła 22. miejsce.

## Medaliści
| Medal  | Zawodnik          | Dyscyplina            | Konkurencja                     | Data     |
| ------ | ----------------- | --------------------- | ------------------------------- | -------- |
| srebro | Claudia Lösch     | Narciarstwo alpejskie | Supergigant kobiet              | 11 marca |
| srebro | Patrick Mayrhofer | Snowboarding          | Slalom mężczyzn                 | 16 marca |
| brąz   | Markus Salcher    | Narciarstwo alpejskie | Zjazd mężczyzn                  | 10 marca |
| brąz   | Markus Salcher    | Narciarstwo alpejskie | Supergigant mężczyzn            | 11 marca |
| brąz   | Claudia Lösch     | Narciarstwo alpejskie | Slalom gigant kobiet            | 14 marca |
| brąz   | Carina Edlinger   | Biegi narciarskie     | 7,5 km stylem klasycznym kobiet | 17 marca |
| brąz   | Heike Eder        | Narciarstwo alpejskie | Slalom kobiet                   | 18 marca |

## Reprezentanci

### Kobiety
| Zawodniczka     | Dyscyplina            | Konkurencja              | Podgrupa | Czas    | Strata  | Miejsce | Źródło |
| --------------- | --------------------- | ------------------------ | -------- | ------- | ------- | ------- | ------ |
| Heike Eder      | Narciarstwo alpejskie | Slalom gigant            | LW12-1   | DNF     | DNF     | DNF     | [ 7 ]  |
| Heike Eder      | Narciarstwo alpejskie | Slalom                   | LW12-1   | 2:04,85 | +9,03   | brąz    | [ 8 ]  |
| Carina Edlinger | Biegi narciarskie     | Sprint stylem klasycznym | B2       | 5:13,7  | +43,8   | 4.      | [ 9 ]  |
| Carina Edlinger | Biegi narciarskie     | 7,5 km stylem klasycznym | B2       | 23:22,9 | +1:03,6 | brąz    | [ 10 ] |
| Carina Edlinger | Biegi narciarskie     | 15 km stylem dowolnym    | B2       | 53:38,3 | +4:26,6 | 4.      | [ 11 ] |
| Claudia Lösch   | Narciarstwo alpejskie | Zjazd                    | LW11     | DNF     | DNF     | DNF     | [ 12 ] |
| Claudia Lösch   | Narciarstwo alpejskie | Supergigant              | LW11     | 1:35,71 | +0,95   | srebro  | [ 13 ] |
| Claudia Lösch   | Narciarstwo alpejskie | Superkombinacja          | LW11     | DNF     | DNF     | DNF     | [ 14 ] |
| Claudia Lösch   | Narciarstwo alpejskie | Slalom gigant            | LW11     | 2:29,30 | +2,77   | brąz    | [ 7 ]  |
| Claudia Lösch   | Narciarstwo alpejskie | Slalom                   | LW11     | DNF     | DNF     | DNF     | [ 15 ] |

### Mężczyźni
| Zawodnik            | Dyscyplina            | Konkurencja     | Podgrupa | Czas                                                                        | Strata | Miejsce | Źródło |
| ------------------- | --------------------- | --------------- | -------- | --------------------------------------------------------------------------- | ------ | ------- | ------ |
| Markus Gfatterhofer | Narciarstwo alpejskie | Slalom gigant   | LW10-1   | 2:19,78                                                                     | +6,33  | 9.      | [ 16 ] |
| Markus Gfatterhofer | Narciarstwo alpejskie | Slalom          | LW10-1   | DNF                                                                         | DNF    | DNF     | [ 17 ] |
| Thomas Grochar      | Narciarstwo alpejskie | Supergigant     | LW2      | 1:30,89                                                                     | +6,06  | 14.     | [ 18 ] |
| Thomas Grochar      | Narciarstwo alpejskie | Superkombinacja | LW2      | DNF                                                                         | DNF    | DNF     | [ 19 ] |
| Thomas Grochar      | Narciarstwo alpejskie | Slalom gigant   | LW2      | DNF                                                                         | DNF    | DNF     | [ 20 ] |
| Thomas Grochar      | Narciarstwo alpejskie | Slalom          | LW2      | DNF                                                                         | DNF    | DNF     | [ 21 ] |
| Patrick Mayrhofer   | Snowboarding          | Cross           | UL       | Q: 1:01,04 (Q) 1/8: James Sides (W) ĆF: Jacopo Luchini (P)                  | +0,92  | 5.      | [ 22 ] |
| Patrick Mayrhofer   | Snowboarding          | Slalom          | UL       | 51,36                                                                       | +0,59  | srebro  | [ 23 ] |
| Gernot Morgenfurt   | Narciarstwo alpejskie | Supergigant     | B2       | 1:32,14                                                                     | +6,03  | 8.      | [ 24 ] |
| Gernot Morgenfurt   | Narciarstwo alpejskie | Superkombinacja | B2       | 2:20,46                                                                     | +6,24  | 4.      | [ 25 ] |
| Gernot Morgenfurt   | Narciarstwo alpejskie | Slalom gigant   | B2       | 2:25,37                                                                     | +14,86 | 9.      | [ 26 ] |
| Gernot Morgenfurt   | Narciarstwo alpejskie | Slalom          | B2       | 1:41,61                                                                     | +5,49  | 5.      | [ 27 ] |
| Nico Pajantschitsch | Narciarstwo alpejskie | Zjazd           | LW6/8-2  | 1:30,50                                                                     | +5,05  | 12.     | [ 28 ] |
| Nico Pajantschitsch | Narciarstwo alpejskie | Supergigant     | LW6/8-2  | DNF                                                                         | DNF    | DNF     | [ 18 ] |
| Nico Pajantschitsch | Narciarstwo alpejskie | Superkombinacja | LW6/8-2  | DNF                                                                         | DNF    | DNF     | [ 19 ] |
| Nico Pajantschitsch | Narciarstwo alpejskie | Slalom gigant   | LW6/8-2  | DNF                                                                         | DNF    | DNF     | [ 20 ] |
| Nico Pajantschitsch | Narciarstwo alpejskie | Slalom          | LW6/8-2  | DNF                                                                         | DNF    | DNF     | [ 21 ] |
| Roman Rabl          | Narciarstwo alpejskie | Zjazd           | LW12-1   | 1:26,66                                                                     | +2,55  | 5.      | [ 29 ] |
| Roman Rabl          | Narciarstwo alpejskie | Supergigant     | LW12-1   | 1:28,14                                                                     | +2,31  | 9.      | [ 30 ] |
| Roman Rabl          | Narciarstwo alpejskie | Superkombinacja | LW12-1   | DNF                                                                         | DNF    | DNF     | [ 31 ] |
| Roman Rabl          | Narciarstwo alpejskie | Slalom gigant   | LW12-1   | 2:18,92                                                                     | +5,47  | 7.      | [ 16 ] |
| Roman Rabl          | Narciarstwo alpejskie | Slalom          | LW12-1   | 1:49,82                                                                     | +10,00 | 8.      | [ 17 ] |
| Markus Salcher      | Narciarstwo alpejskie | Zjazd           | LW9-1    | 1:26,39                                                                     | +0,94  | brąz    | [ 28 ] |
| Markus Salcher      | Narciarstwo alpejskie | Supergigant     | LW9-1    | 1:27,89                                                                     | +3,06  | brąz    | [ 18 ] |
| Markus Salcher      | Narciarstwo alpejskie | Superkombinacja | LW9-1    | DNF                                                                         | DNF    | DNF     | [ 19 ] |
| Markus Salcher      | Narciarstwo alpejskie | Slalom gigant   | LW9-1    | 2:15,65                                                                     | +3,18  | 5.      | [ 20 ] |
| Reinhold Schett     | Snowboarding          | Cross           | LL-1     | Q: 1:04,45 (Q) ĆF: Bruno Bošnjak (W) PF: Chris Vos (P) MF: Noah Elliott (P) | +3,72  | 4.      | [ 32 ] |
| Reinhold Schett     | Snowboarding          | Slalom          | LL-1     | 56,28                                                                       | +4,38  | 5.      | [ 33 ] |
| Simon Wallner       | Narciarstwo alpejskie | Supergigant     | LW10-1   | DNF                                                                         | DNF    | DNF     | [ 30 ] |
| Simon Wallner       | Narciarstwo alpejskie | Superkombinacja | LW10-1   | DNQ                                                                         | DNQ    | DNQ     | [ 31 ] |
| Simon Wallner       | Narciarstwo alpejskie | Slalom gigant   | LW10-1   | 2:30,51                                                                     | +17,06 | 19.     | [ 16 ] |
| Simon Wallner       | Narciarstwo alpejskie | Slalom          | LW10-1   | DNF                                                                         | DNF    | DNF     | [ 17 ] |
| Martin Würz         | Narciarstwo alpejskie | Supergigant     | LW6/8-2  | DNF                                                                         | DNF    | DNF     | [ 18 ] |
| Martin Würz         | Narciarstwo alpejskie | Superkombinacja | LW6/8-2  | 2:19,96                                                                     | +9,40  | 10.     | [ 19 ] |
| Martin Würz         | Narciarstwo alpejskie | Slalom gigant   | LW6/8-2  | 2:19,47                                                                     | +7,00  | 10.     | [ 20 ] |
| Martin Würz         | Narciarstwo alpejskie | Slalom          | LW6/8-2  | DNF                                                                         | DNF    | DNF     | [ 21 ] |